# منطقه کلان‌شهری فینیکس
منطقه کلان‌شهری فینیکس (به انگلیسی: Phoenix metropolitan area) یک منطقه کلان‌شهری در ایالات متحده آمریکا است که در آریزونا واقع شده‌است. منطقه شهری فینیکس ۲۳٬۴۹۴٫۲۲ کیلومتر مربع مساحت و ۴٬۱۹۲٬۸۸۷ نفر جمعیت دارد.